# Siegfried Translateur
Salo Siegfried Translateur est un compositeur et chef d'orchestre allemand, né à Bad Carlsruhe le 19 juin 1875, et mort au camp de concentration de Theresienstadt le 1er mars 1944. Compositeur de valses, de marches et de musique de danse légère, il reste principalement connu pour sa valse Wiener Praterleben, popularisée dans le Berlin des années 1920 sous le titre de Sportpalastwalzer.

## Biographie
Siegfried Translateur est né à Bad Carlsruhe, en province de Silésie, enfant naturel de Rosaline Translateur. Après le mariage de celle-ci, il est adopté par son époux, le hazzan Salomon Lagodzinsky. Il effectue ses études musicales à Breslau, Vienne et Leipzig, et se forme également auprès du compositeur français Émile Waldteufel. En 1900, il déménage à Berlin, où  il devient chef d’orchestre,.
La popularité de sa musique va en s’accroissant, et son orchestre participe à des tournées internationales et se produit même en présence de l’empereur Guillaume II. En 1911, il crée la maison d’édition musicale Lyra, à Berlin-Wilmersdorf. Elle publie principalement ses propres œuvres, mais également des compositions de José Armándola (de), Marc Roland, Franz von Blon (de) et Paul Lincke, entre autres. Le fils de Siegfried Translateur, Hans, rejoint ensuite son père dans cette affaire, et l’entreprise est renommée Lyra Translateur & Co.
À la suite de l'arrivée au pouvoir des nazis en 1933, Siegfried Translateur est classé comme Mischling (demi-Juif) par les Lois de Nuremberg : il est donc forcé de liquider son entreprise, et est exclu de la Chambre de musique du Reich, ce qui équivaut à une interdiction d’exercer son métier. Il vend alors sa maison d’édition à l’éditeur britannique Bosworth en 1938. On sait très peu de choses de ce qui a pu lui arriver ensuite. Avec sa femme, il est déporté au camp de concentration de Theresienstadt le 19 avril 1943, et y meurt le 1er mars 1944, à l’âge de 68 ans.

## Œuvres
Même s’il a composé environ 200 œuvres, la pièce la plus célèbre de Siegfried Translateur reste sa valse opus 12, Wiener Praterleben (« La vie sur le Prater de Vienne »), écrite en 1892 à l’âge de 17 ans, pendant qu’il étudiait à l’Académie de musique et des arts du spectacle de Vienne. Elle est souvent connue sous le titre de Sportpalastwalzer (« Valse du Palais des Sports »), parce qu’elle a régulièrement été jouée lors des courses de six jours au Sportpalast de Berlin à partir de 1923. Elle est encore jouée à l’actuel Velodrom de Berlin.
Beaucoup de ses œuvres ont été titrées en référence à un évènement contemporain, tel que le Quadrille pour piano du guerrier Allemand, op. 45, ou la Marche automobile pour orchestre op. 154.